# Cherisse Osei
Pour les articles homonymes, voir Osei.

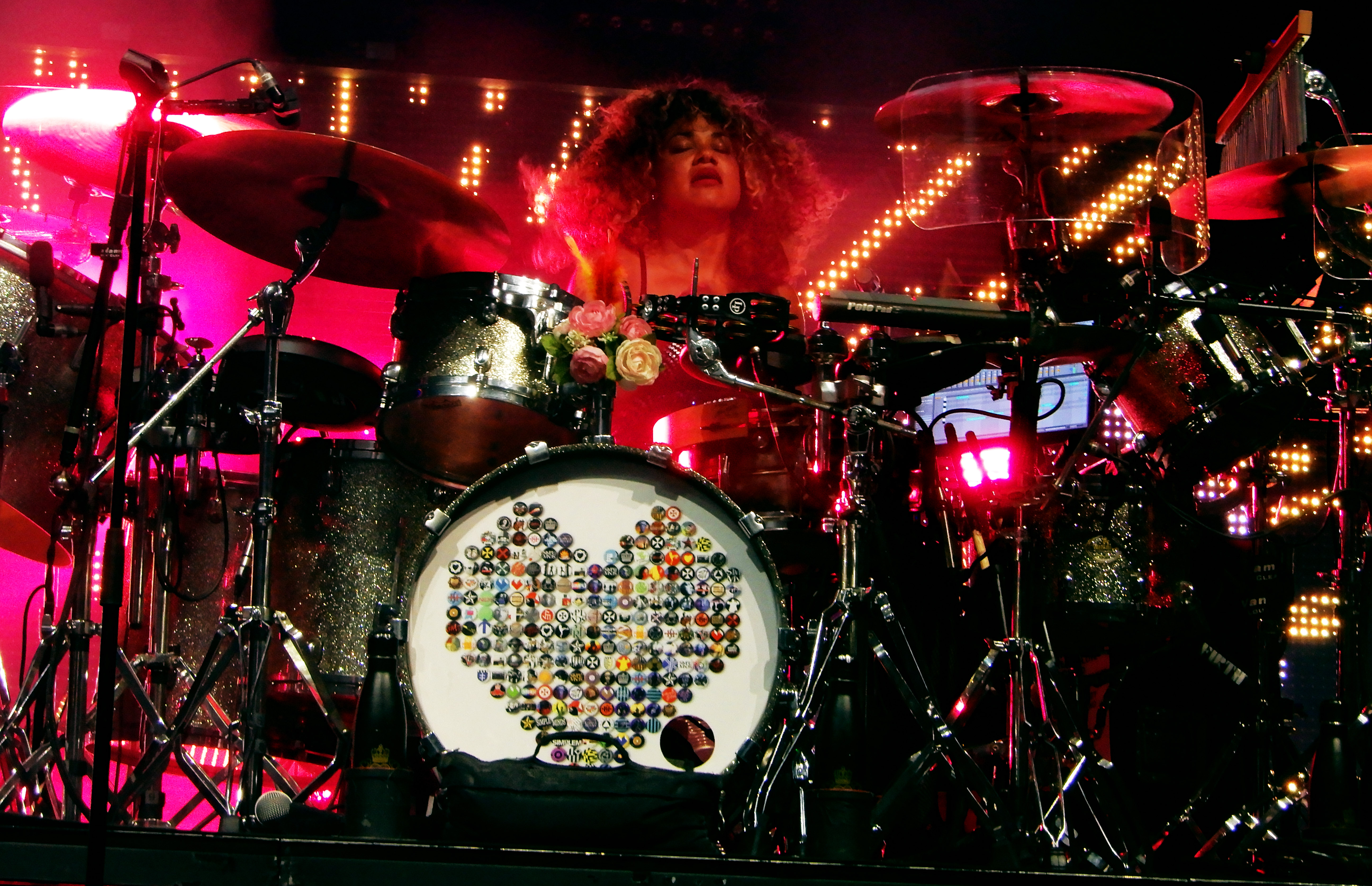
Cherisse Osei (Simple Minds), à Cognac Blues Passion 2022

Cherisse Osei, née le 23 décembre 1986, est une batteuse britannique. 

## Biographie
Plus connue pour son travail avec le groupe rock Simple Minds, Osei a également joué avec de nombreux artistes, tels que The Faders, Paloma Faith, Bryan Ferry, Kelly Jones, et Mika. En 2018, elle a été élue meilleur batteur dans la catégorie Live Session Drummer lors du sondage MusicRadar du magazine Rhythm (en). En tant que membre de The Faders, Osei est apparue dans la série TV Veronica Mars, sous le nom de Cherrise Amma Loren Ofosu-Osei. Elle cite ses influences comme étant John Bonham, Sheila E., Steve Gadd, Levon Helm, Tony Williams et James Gadson.